# Тріна Джексон
Тріна Джексон (англ. Trina Jackson, 16 лютого 1977) — американська плавчиня.
Олімпійська чемпіонка 1996 року.
Призерка Чемпіонату світу з плавання на короткій воді 1993 року.
Переможниця Пантихоокеанського чемпіонату з плавання 1995 року.
Переможниця Панамериканських ігор 1995 року.